# Lucky Bastard (film, 2009)
Lucky Bastard je americký hraný film z roku 2009, který režíroval Everett Lewis podle vlastního scénáře. Film měl premiéru na 27. ročníku filmového festivalu Outfest dne 14. července 2009.

## Děj
Rusty je mladý návrhář zabývající se renovací interiérů domů a spolumajitel úspěšné firmy, kterou vede se svým kamarádem Garrettem. Jeho přítel odjíždí kvůli zakázce na nějaký čas do Sydney. Když Rusty ztratí jednoho důležitého klienta a čelí žalobě od jiného, začne přehodnocovat svůj dosavadní život. Náhodou se v obchodě seznámí s Dennym, který se k něm nastěhuje. Denny je ale prostitut a je závislý na kristalu. Rusty si musí vybrat, zda se vrátí ke svému starému životu, nebo se přidá k tomu Dennyho. 

## Obsazení
| Patrick Tatten | Rusty   |
| Dale Dymkoski  | Denny   |
| Johnny Kostrey | Daniel  |
| Timothy Cole   | Garrett |